# Knabenchor der Chorakademie Dortmund

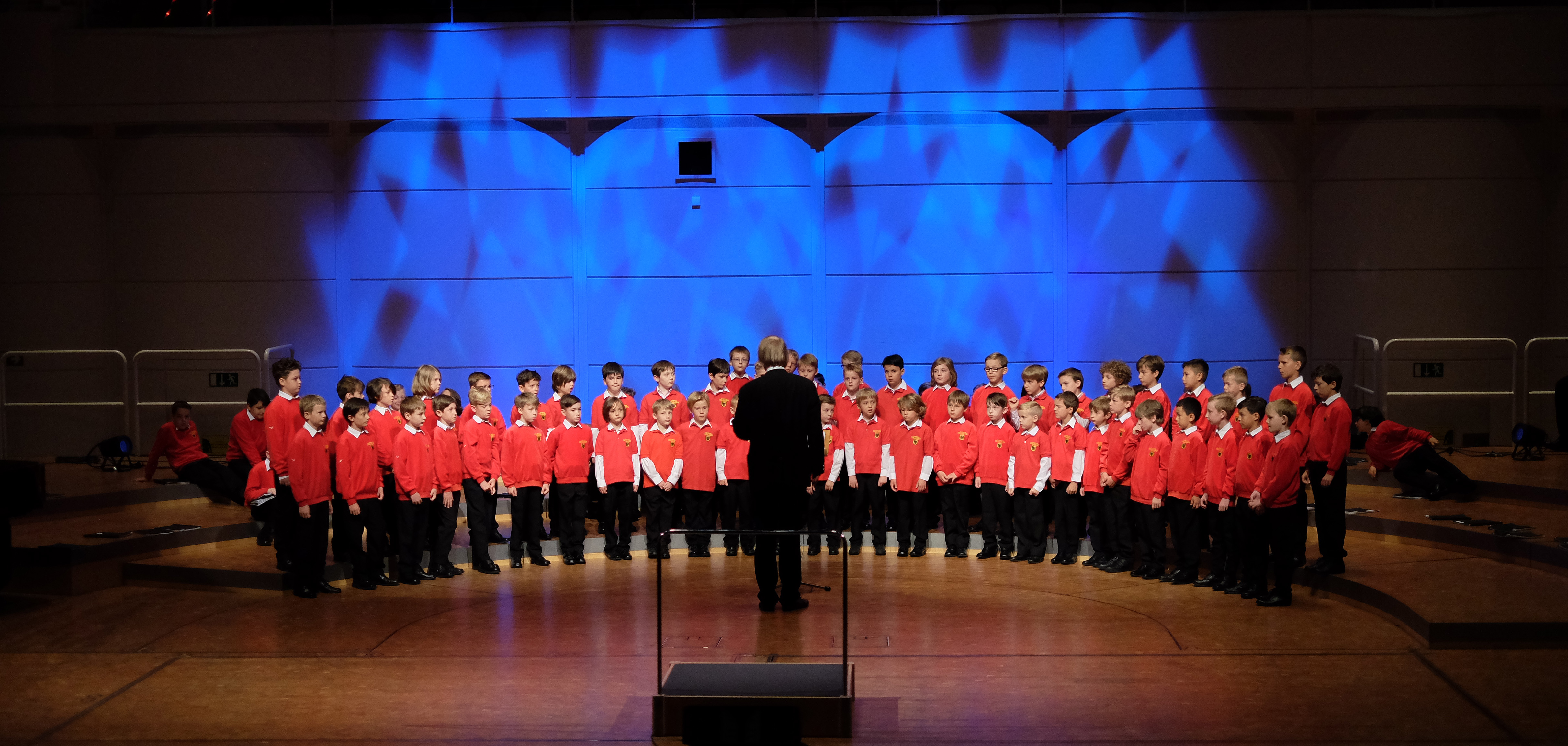
Knabenchor der Chorakademie Dortmund im Konzerthaus Dortmund

Der Knabenchor ist ein Leistungschor der Chorakademie Dortmund. Gegründet wurde der Knabenchor im Jahr 2002. Im Konzertchor singen etwa 40 Knaben im Alter zwischen neun und vierzehn Jahren. Der Chor zeichnet sich insbesondere durch seine international renommierte Solistenabteilung aus. Neben dem Tölzer Knabenchor und den Wiener Sängerknaben ist der Knabenchor der Chorakademie europaweit einer der gefragtesten Chöre, wenn es um die Besetzung von Knabenrollen in Opern geht.
Die Chorakademie Dortmund ist mittlerweile die größte Singschule in Europa. Aufgeteilt in einen Kinder- und Jugendbereich sowie den Konzertbereich singen in der Chorakademie inzwischen 1000 Sängerinnen und Sänger in 30 Chören. Gegründet wurde sie 2002 in Dortmund. Mit Spaß und Freude den Chor- und Sologesang auf hohem Niveau und im Grenzbereich zur Professionalität zu fördern, ist das Bestreben dieser Singschule.

## Ausbildung
Ziel der Ausbildung im Knabenchor ist es, talentierte junge Sänger auszubilden, die später als Solisten oder in Chören an größeren Theater oder Konzerthäusern singen. Die Ausbildung startet etwa im Alter von sechs Jahren. Zuvor durchlaufen die Knaben bereits Vorchöre, in denen sie auf spielerische und kindgerechte Art erste schwierigere Gesangstechniken erlernen. Neben dem Chorproben haben die Knaben wöchentlich Solounterricht, in dem ihre Singstimme professionell ausgebildet wird. Nicht der Drill zu einem erwünschten Chorklang, sondern die Summe der besonderen Stimmen, ergeben den einzigartigen Klang des Chores. Dieser Ansatz der Ausbildung geht auf Jost Salm zurück, der seit 2006 den Knabenchor leitet. Die Knaben wohnen nicht in einem Internat, sondern bleiben in ihrem heimischen Umfeld und besuchen auch die lokalen Schulen. Der Knabenchor der Chorakademie Dortmund hat sich unter der Leitung von Jost Salm unter den besten Knabenchören in Deutschland etablieren können. Dabei liegt ein besonderer Schwerpunkt auf der Ausbildung von Solisten, die international an Opernhäusern engagiert werden.

## Repertoire
Die Knaben treten in zahlreichen Theaterproduktionen und Konzerten als Chor und solistisch auf. Die Partien der drei Knaben aus Mozarts Zauberflöte gehören zum festen Repertoire des Knabenchores (u. a. De Nederlandse Opera Amsterdam, Deutsche Oper Berlin, Hamburgische Staatsoper, Staatstheater Wiesbaden, Oper Köln). Die Solisten des Knabenchores sangen u. a. auch die Hauptrolle des Miles in The Turn of the Screw von Britten (Theater Kiel 2007), den Yniold in Debussys Pelléas et Mélisande (Jahrhunderthalle Bochum 2008) und waren beim Mahler-Zyklus der Bochumer Symphoniker (Philharmonie Essen 2008) beteiligt, dort stellten sie die zwei Knabensolisten im Klagenden Lied (Laurenz Derksen und Carlo Wilfart).
Der Chor war in Produktionen wie Mahlers 3. Sinfonie (Eröffnung Dortmunder Konzerthaus), Honeggers Jeanne d’Arc au bûcher (Münster), Brittens War Requiem (Duisburger Philharmoniker), Wagners Parsifal (Eröffnung Bochumer Jahrhunderthalle mit dem Symphonieorchester des Bayerischen Rundfunks) und Berlioz’ La damnation de Faust (Orchestre Philharmonique de Monte Carlo unter Marek Janowski) zu hören. 2007 sang der Chor bei der deutschen Erstaufführung von Ecce Cor Meum von Paul McCartney mit.
Neben einem umfangreichen weltlichen und geistlichen Konzertprogramm finden sich auch Opernchöre im Repertoire der Knaben (z. B. Carmen, Tosca) und eine Reihe von Nationalhymnen, die der Chor anlässlich der Hockey-WM 2006 in Deutschland gesungen hat.
Höhepunkt des erst kurzen Bestehens des Chores bildet seit 2008 die alljährliche Aufführung des Weihnachtsoratoriums von J. S. Bach in historischer Aufführungspraxis durch die Knaben. Hierbei werden als absolute Besonderheit auch die Sopran- und Altarien von Solisten des Knabenchores gesungen.
2010 bereiste der Knabenchor zum ersten Mal die Vereinigten Staaten von Amerika und sang in Boston bei der Uraufführung und bei der CD-Produktion der Kantate Kinderkreuzzug von Ralf Gawlick nach einer Ballade von Bertolt Brecht mit.
2011 sangen Solisten des Knabenchores bei der vielbeachteten Weltpremiere der Oper Sonntag aus Licht von Karlheinz Stockhausen mit; 2013 die Knappen im Parsifal von Richard Wagner am Teatro Real Madrid und den Waldvogel in Wagners Siegfried an der Nederlandse Opera in Amsterdam. Im Sommer 2014 haben die Knabensolisten des Chores in der Rolle der drei Knaben in der Zauberflöte ihr Debüt beim Opernfestival in Aix en Provence gegeben. Im Oktober 2015 sang ein Solist des Knabenchores in der Premiere des Sequels des berühmten Musicals Phantom der Oper von Andrew Lloyd Webber in Hamburg.
2017 eröffnete ein Knabensolist des Knabenchores der Chorakademie Dortmund unter der Leitung von Kent Nagano die Hamburger Elbphilharmonie. Mit der Knabenchorpartie in Arthur Honeggers Jeanne d’Arc au bûcher kam der Knabenchor der Chorakademie Dortmund zusammen mit dem WDR-Rundfunkchor und dem NDR Elbphilharmonie Orchester unter Thomas Hengelbrock im November 2017 wieder in die Hansestadt.
Die alljährlich vom ZDF am Heiligabend ausgestrahlte Sendung 'Weihnachten mit dem Bundespräsidenten' wurde 2017 unter anderem vom Knabenchor der Chorakademie Dortmund in der Marienbasilika Kevelaer mitgestaltet.

## Auszeichnungen
2016 wurde dem Knabenchor der renommierte Kulturpreis „Bajazzo“ verliehen.

## Diskographie
- 2008: „Freu dich Erd und Sternenzelt“, CD mit Weihnachtsliedern und -texten
- 2009: J.S.Bach „Weihnachtsoratorium“, CD mit den Kantaten 1–3 aus dem Weihnachtsoratorium mit Knabensolisten und historischen Instrumenten
- 2010: Ralf Gawlick „Kinderkreuzzug“, Musica Omnia, CD
- 2011: Antonio Vivaldi „Gloria“, CD
- 2012: Ralf Gawlick „Kinderkreuzzug“, CD
- 2016: Giovanni Battista Pergolesi „Stabat Mater“, Rondeau Production, CD
- 2019: J.S. Bach „Weihnachtsoratorium“ (Kantaten 1–3) mit Concerto Köln, Rondeau Production, CD

## Chorleiter
- 2002–2004: Zeljo Davutovic
- 2004–2006: Helmut Steger
- 2006–2025: Jost Salm